# Немиров, Сергей Александрович
Сергей Александрович Немиров (1770—1810) — доктор медицины, экстраординарный профессор Московского университета.

## Биография
Родился в 1770 году в семье врача (по другим сведениям происходил из духовенства). После окончания московской Славяно-греко-латинской академии он поступил в 1789 году в Елизаветградскую госпитальную школу; но через два года его взяли подлекарем в армию. Доучиваться он поступил в 1796 году в Московское госпитальное училище, откуда в 1799 году его перевели в Московскую университетскую гимназию. В том же году Немиров стал студентом медицинского факультета Московского университета. Уже через год ему была вручена серебряная медаль; в 1801 году Немиров числился вторым по успеваемости «между отличными». По получении после окончания университетского курса звания докторанта, 17 марта 1804 года им была защищена докторская диссертация «Dissertatio inauguralis sistens physiologiam et pathologiam ventriculi». Вслед за защитой последовало назначение Немирова адъюнкт-профессором общей терапии и патологии. Общая терапия читалась им год поочерёдно по руководствам Гуфеланда, А. Ф. Геккера и прочих, в то время как патология по своему собственному учебнику.
В 1808 году Немиров стал секретарём совета медицинского факультета. Должность экстраординарного профессора он получил в 1810 году. В том же году умер от чахотки.

## Труды
Немирову принадлежит авторство первого оригинального учебника патологии, изданного в 1804 году и длительное время служившего единственным пособием по этому предмету. Он также был автором труда «Primae lineae Pathologiae generalis» 1806 года. Кроме того, наследие Немирова, отличного владевшего иностранными языками, включает и множество переводных работ, в том числе и немедицинских. В частности, список переведённых им сочинений состоит из трудов Сегюра «О женщинах, их состоянии у различных народов и влиянии их на общественный порядок» (М., 1805—1806, в трёх частях) и де Линя «Письма, мысли и избранные творения» (М., 1809—1810, в 10 частях; вместе с профессором И. М. Снегирёвым).

## Семья
Жена — Елизавета Михайловна. У них родился 25 сентября 1808 года сын Сергей (25.09.1808—12.03.1856), который окончил Казанский университет; в 1849 году — коллежский советник, чиновник Департамента уделов; был под судом за растрату; 16 мая 1847 года женился на дочери губернского секретаря Елизавете Фёдоровне Смирновой, которая родила трёх детей — Веру (05.04.1851—?), Владимира (19.05.1852—?) и Надежду (13.09.1853—?). Род был внесён в З-ю часть дворянской родословной книги Казанской губернии по определению Казанского дворянского депутатского собрания от 29 ноября 1835 года и был утверждён указом Герольдии от 2 мая 1840 года.